# German Doctors
German Doctors e. V. ist ein Verein mit Sitz in Bonn, der in medizinischen Notstandsgebieten von Entwicklungsländern, zumeist in Slums von Großstädten oder in abgelegenen ländlichen Regionen, tätig ist. Jährlich gehen mehr als 300 Ärzte nach Indien, Bangladesch, Kenia, Sierra Leone, Uganda und auf die Philippinen ehrenamtlich in den Einsatz, vor allem, um dort schwer kranke Menschen zu behandeln.
Typische Aufgaben der für den Verein tätigen Ärzte sind die medizinische Behandlung, die Gesundheitsvorsorge, die Gewährleistung einer ausreichenden Ernährung und die Ausbildung lokaler Mitarbeiter. Der Verein trägt seit 1992 das Spenden-Siegel des DZI.

## Geschichte
Die Organisation wurde 1983 als Ärzte für die Dritte Welt in Frankfurt vom später vorübergehend suspendierten Jesuitenpater Bernhard Ehlen gegründet. Er hatte 1981 bei seiner Arbeit mit hungernden Flüchtlingen in Somalia erlebt, wie Ärzte häufig schon mit bescheidenen Mitteln sinnvoll helfen und Leben retten können. Er wollte deshalb eine Hilfsorganisation mit deutschen Ärzten aufbauen, die in Notstands- und Armutsgebieten unentgeltlich Hilfe leistet. Um eine möglichst große Zahl von Mitarbeitern zu gewinnen, war die Idee, bereits Einsätze mit einer Mindestdauer von anderthalb Monaten zu akzeptieren. So können Ärzte ihren Jahresurlaub nutzen, ohne zu „Aussteigern“ werden zu müssen. Seit Juni 2013 hat die Organisation ihren Sitz in Bonn und wurde in den heutigen Namen umbenannt.

## Finanzierung
Die Ärzte arbeiten unentgeltlich und beteiligen sich an den Flugkosten durch eine Spende in Höhe einer Einsatzpauschale. Spesen und Aufwandsentschädigungen gibt es nicht. Finanziert werden die Arztprojekte vor allem aus Spenden. 2022 betrugen die Einnahmen laut eigenen Angaben 11,567 Mio. € (davon Spenden 6,5 Mio. € und BMZ-Mittel 1,1 Mio. €). Sitz der Organisation ist Bonn.

## Arbeitsweise
Innerhalb der Langzeitprojekte bieten die Ärzte in allgemeinen Gesundheitszentren, aber auch in Ambulanzen und mobilen Krankenstationen kostenlose Behandlung für Arme. Um eine Kontinuität zu garantieren, folgen die Einsätze lückenlos aufeinander. Dabei sind ständig mehrere Ärzte vor Ort tätig. Sie arbeiten grundsätzlich mit einheimischen Schwestern und Healthworkern zusammen, um die Anpassung an Kultur, Mentalität und Religion der Patienten sicherzustellen.
Insgesamt waren seit 1983 mehr als 3.600 Ärzte an über 7.000 Einsätzen beteiligt. Während die meisten Mediziner die üblichen 6 Wochen in einem Projekt tätig sind, gibt es an vielen Einsatzorten auch einen so genannten Langzeitarzt, der die Kontinuität der Arbeit gewährleistet.
Wichtiger Bestandteil der Arbeit von German Doctors ist zudem die Stärkung der Gesundheitssysteme in den Einsatzgebieten durch strukturfördernde Projekte wie der Ausbildung von Gesundheitspersonal und Aufklärungsmaßnahmen für Patienten.

## Projekte

### Kalkutta/Indien

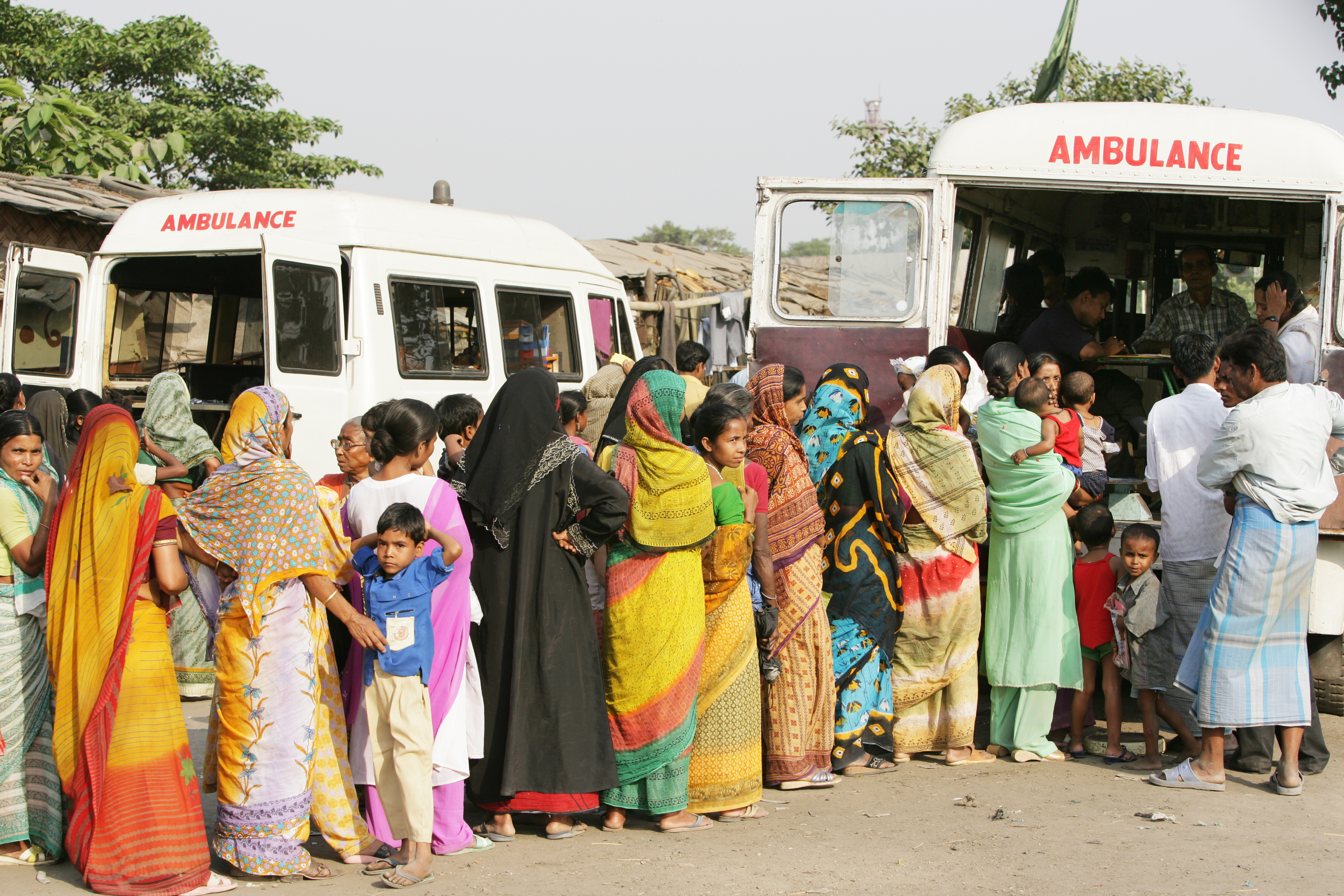
Ambulanz in Kalkutta, Indien

In Kalkutta fand im Gründungsjahr 1983 der erste Einsatz statt – bis 2019 sind über 1.500 weitere Arzteinsätze hinzugekommen. Der Verein betrieb Ambulanzen und Krankenhäuser in den Slums der Schwesternstädte Kalkutta und Howrah. Neben der basismedizinischen Versorgung stand in Kalkutta der Kampf gegen die Tuberkulose im Mittelpunkt der Arbeit, die in den Slums der Stadt grassiert. Sechs Ärzte sind hier ständig anwesend gewesen und konnten so pro Jahr durchschnittlich 60.000 Behandlungen durchführen. 2022 wurde die Projektarbeit in den ländlichen Bereich von Indien verlagert.

### Sundarbans/Indien
In den abgelegenen Sundarbans begleiten ehrenamtlich Ärzte der German Doctors das Team einer mobilen Klinik regelmäßig in 47 verschiedene Dörfer, um die Einwohner basismedizinisch zu behandeln.
Die Menschen vor Ort leiden oft unter chronischen Erkrankungen wie Diabetes, Bluthochdruck, Magen-Darm-Erkrankungen, Infektionskrankheiten und Tuberkulose.
Zudem wird die Ausbildung von Gesundheitskräften, die einfache Behandlungen übernehmen und Gesundheitsaufklärung leisten, unterstützt.

### Cebu/Philippinen
In Cebu auf der gleichnamigen philippinischen Insel ist die Organisation seit 2004 tätig gewesen und haben über 120 Arzteinsätze durchgeführt. In sogenannten Slumambulanzen, die durchgängig mit zwei deutschen Ärzten besetzt waren, wurden Menschen kostenlos behandelt, die sich keinen Arztbesuch leisten konnten. Neben der basismedizinischen Versorgung der Slumbewohner stand in Cebu die Diagnostik und Betreuung von Tuberkulosekranken im Vordergrund der Arbeit. Pro Jahr konnten hier über 20.000 Behandlungen vorgenommen werden. Das Projekt wurde 2017 beendet.

### Mindanao/Philippinen
Auf der philippinischen Insel Mindanao ist der Verein von 1985 bis 2017 tätig gewesen. In dieser Zeit wurden über 2.000 Arzteinsätze durchgeführt.
In drei Armenhospitälern in Buda, Cagayan de Oro und Valencia City warendurchgängig sechs deutsche Mediziner im Einsatz, die sich um die medizinische Versorgung armer Bevölkerungsschichten kümmerten. Vier weitere Ärzte machten sich mit der so genannten Rolling Clinic in die abgelegenen Gebiete der Insel auf, um auch diejenigen Patienten zu erreichen, die fernab der Zivilisation leben.
Jährlich erhalten auf diesem Wege über 130.000 Menschen medizinische Hilfe.
2017 erfolgte die Übergabe der Krankenhäuser in einheimische Hände.

### Mindoro/Philippinen
Begonnen wurde die Vereinsarbeit 1983 an den „Smokey Mountains“, den Müllbergen von Manila, und in den riesigen Slums von Tondo. 1992 wurde dann in Bagong Silang, einem mit 300.000 Menschen bevölkerten Aussiedlungsgebiet, ein großes Gesundheitszentrum eröffnet. Seit Sommer 2002 fährt zudem regelmäßig ein Ärzteteam zu den Ureinwohnern auf der Nachbarinsel Mindoro, die fernab der Zivilisation leben und keinen Zugang zu medizinischer Versorgung haben. Mittlerweile hat sich der Schwerpunkt des Projekts komplett von Manila nach Mindoro verschoben. Dort wurden seit 2002 bereits über 500 Arzteinsätze durchgeführt.

### Chittagong/Bangladesch
In Chittagong ist der Verein seit 2000 tätig und haben seitdem über 300 Arzteinsätze durchgeführt. Im dortigen Gesundheitszentrum steht die Tür der mit zwei Ärzten besetzten Ambulanz für die Slumbewohner jederzeit offen. Regelmäßig gibt es auch Hausbesuche in den Slums. Neben dieser basismedizinischen Versorgung werden in Chittagong Ernährungsprogramme für mangel- und unterernährte Kinder betrieben sowie Gesundheitsschulungen für Schwangere und Mütter angeboten.

### Dhaka/Bangladesch
In Dhaka ist der Verein seit 1989 tätig und hat seitdem über 500 Arzteinsätze durchgeführt. Das dortige Gesundheitszentrum ist durchgehend mit zwei deutschen Ärzten besetzt; zusätzlich sind die Mediziner mit einer mobilen Ambulanz sind an verschiedenen Orten in den Großstadtslums im Einsatz.

### Nairobi/Kenia
In Nairobi ist der Verein seit 1997 tätig. Sechs Ärzte arbeiten ständig im „Mathare Valley“-Slum, wo sich über 400.000 Menschen auf engstem Raum ballen, zumeist ohne Trinkwasser, Strom und Abfallentsorgung. Gemeinsam mit einheimischen Helfern werden hier täglich bis zu 600 Patienten basismedizinisch versorgt. Ein weiterer Schwerpunkt liegt in der Betreuung AIDS-kranker Patienten. Da Unterernährung wesentlich zur Kindersterblichkeit beiträgt, stellt das Ernährungsprogramm eine weitere wichtige Komponente dar. Seit Projektbeginn konnten in Nairobi bereits über 800 ehrenamtliche Arzteinsätze durchgeführt werden.

### Serabu/Sierra Leone
Im Serabu Community Hospital, das in einer abgelegenen Region im Südosten von Sierra Leone liegt, ist der Verein von 2010 bis 2021 tätig gewesen und hat über 200 Arzteinsätze durchgeführt. Fünf deutsche Fachärzte aus den Bereichen Chirurgie, Geburtshilfe, Kinderheilkunde und Public Health haben permanent vor Ort die einheimischen Mitarbeiterunterstützt. Ein besonderes Augenmerk liegt in Serabu auf der Schwangerenbetreuung und der Geburtshilfe, um der nach wie vor sehr hohen Kindersterblichkeit in Sierra Leone entgegenzuwirken. Auch nach dem Ausbruch des Ebolafiebers sind die German Doctors weiterhin vor Ort gewesen und hielten die Gesundheitsversorgung in ihrem Krankenhaus aufrecht.
Seit 2021 besteht ein Projekt zur Ausbildung von medizinischen Fachkräften zu Clinical Officers im Fachbereich Kinderheilkunde. Die Studierenden schließen die fünfjährige Ausbildung mit einem Bachelor of Science von der University of Sierra Leone ab.
Ärzte der German Doctors begleiten die praktische Ausbildung der Studierenden in den Krankenhäusern und vermitteln medizinisches Fachwissen.

## Der Verein
23 Jahre war sein Gründer Bernhard Ehlen Geschäftsführer. Im Jahr 2006 trat Harald Kischlat seine Nachfolge an. Finanziert wird der Verein aus Spenden, Bundesmitteln der Entwicklungshilfe und Zuweisung von Bußgeldeinnahmen.
Anfang 2010 geriet die Organisation in die Schlagzeilen, weil Gründer Bernhard Ehlen im Laufe des Skandals um das Canisius-Kolleg Berlin einen Fall sexuellen Missbrauchs an einem Schüler eingestand. Es stellte sich heraus, dass Ehlens 2006 erfolgter Rücktritt als Geschäftsführer auf diesen Fall zurückzuführen war. Ein inzwischen ausgeschiedenes Vorstandsmitglied der Organisation war damals informiert gewesen, hatte darüber jedoch Stillschweigen bewahrt. Ehlen trat nach Bekanntwerden der Vorwürfe umgehend von seinem Vorstandsamt zurück und verließ auch den Verein. Die Organisation berief daraufhin ein externes Expertengremium ein, um zu klären, ob es im Rahmen von Ehlens Tätigkeit für den Verein zu Übergriffen gekommen ist. Der entsprechende Bericht liegt inzwischen vor und die darin empfohlenen Maßnahmen wurden durch Kindesschutzrichtlinien umgesetzt.
Als beratendes Gremium fungiert ein Kuratorium. Dessen Präsidentin ist die Ärztin und Schauspielerin Maria Furtwängler.
Der Verein ist Mitglied bei oder unterstützt folgende Organisationen:
- Bündnis Entwicklung Hilft
- Initiative Transparente Zivilgesellschaft
- VENRO
- Aktionsbündnis gegen AIDS
- AKLHÜ e.V.

## Belege
1. ↑  https://www.german-doctors.de/de/ueber-uns/geschichte
2. ↑  Archivierte Kopie (Memento des Originals vom 12. November 2016 im Internet Archive)  Info: Der Archivlink wurde automatisch eingesetzt und noch nicht geprüft. Bitte prüfe Original- und Archivlink gemäß Anleitung und entferne dann diesen Hinweis.
3. ↑  Bericht des General Anzeigers vom 13. Juni 2013
4. ↑  Einsatzkostenpauschalen German Doctors.pdf. (PDF) German Doctors, abgerufen am 15. August 2023.
5. ↑  Grundsätze der Arbeit | German Doctors e. V. Abgerufen am 10. August 2023.
6. ↑  Das Kalkutta-Projekt der German Doctors
7. ↑  Sundarban-Projekt: Rolling Clinic in der Abgeschiedenheit. Abgerufen am 11. August 2023.
8. ↑  Das Cebu-Projekt der German Doctors
9. ↑  Das Mindanao-Projekt der German Doctors
10. ↑  Das Mindoro-Projekt der German Doctors
11. ↑  Das Chittagong-Projekt der German Doctors
12. ↑  Das Dhaka-Projekt der German Doctors
13. ↑  Das Nairobi-Projekt der German Doctors
14. ↑  Das Serabu-Projekt der German Doctors
15. ↑  Sierra Leone: Fachkräfte für bessere Kindergesundheit. Abgerufen am 11. August 2023.
16. ↑  Bericht der Frankfurter Rundschau vom 5. Februar 2010
17. ↑  Bericht der Kommission (Mai 2012) (PDF; 3,0 MB)
18. ↑  Stellungnahme zum Kommissionsbericht (Mai 2012) (PDF; 0,4 MB)
19. ↑  Kindesschutzrichtlinien
20. ↑  Ehrenamtliches Kuratorium